# Miłość jak narkotyk
Miłość jak narkotyk (ang. Addicted to Love) – amerykańska komedia romantyczna z 1997 roku w reżyserii Griffina Dunne’a, wyprodukowany przez wytwórnię Warner Bros. Główne role w filmie zagrali Meg Ryan, Matthew Broderick, Tchéky Karyo i Kelly Preston.
Tytuł filmu nawiązuje do piosenki „Addicted to Love” brytyjskiego piosenkarza Roberta Palmera.
Premiera filmu odbyła się 23 maja 1997 w Stanach Zjednoczonych.

## Fabuła
Porzucony przez dziewczynę Sam (Matthew Broderick) zawiązuje sojusz z artystką Maggie (Meg Ryan). Razem opracowują plan zemsty na byłych partnerach, którzy teraz są parą. Sam zrobi wszystko, aby odzyskać Lindę (Kelly Preston), z kolei Maggie nie cofnie się przed niczym, by odegrać się na Antonie (Tchéky Karyo). Efekty tych działań zaskakują nawet wspólników.

## Obsada
- Meg Ryan jako Maggie
- Matthew Broderick jako Sam
- Kelly Preston jako Linda
- Tchéky Karyo jako Anton
- Maureen Stapleton jako Nana
- Remak Ramsay jako profesor Wells
- Lee Wilkof jako Carl
- Dominick Dunne jako Matheson

## Produkcja
Zdjęcia do filmu kręcono w Nowym Jorku, Centerville (Delaware) i Swarthmore (Pensylwania). Okres zdjęciowy trwał od 12 września do 25 listopada 1996 roku.

## Odbiór
Film Miłość jak narkotyk spotkał się z mieszaną reakcją krytyków. W serwisie Rotten Tomatoes, 55% z trzydziestu jeden recenzji filmu są mieszane (średnia ocen wyniosła 5,6 na 10). Na portalu Metacritic średnia ocen z 19 recenzji wyniosła 49 punktów na 100.